# Ясногорский (Кемеровская область)
Ясного́рский — посёлок в Кемеровском муниципальном округе Кемеровской области. Является административным центром Ясногорского сельского поселения (ныне упразднено в ходе муниципальной реформы).

## География
Центральная часть населённого пункта расположена на высоте 206 метров над уровнем моря.

## История
До 1964 года между селом Мазурово и поселком Пригородный, на землях совхоза Мазуровский, находилась принадлежащая совхозу птицефабрика, на которой работали жители как села Мазурово, так и поселка Пригородный. Постановление ЦК КПСС, Совмина СССР от 03.09.1964 № 740 «Об организации производства яиц и мяса птицы на промышленной основе» оживило этот край. Началось строительство не только производственных корпусов, но и жилья. Новостройка, близкое расположение к городу, благоустроенное жилье привлекло внимание не только жителей Кузбасса, но и близлежащих областей: Новосибирской, Томской, Алтайского края. И в марте 1965 года был основан посёлок Птицефабрика в связи с выделением из совхоза «Мазуровский» самостоятельного предприятия «Кемеровская птицефабрика».
В 1967 году заканчивается строительство первой очереди, открывается детский комбинат «Незабудка» от Кемеровской птицефабрики. Детский сад был рассчитан на 100 мест, в нём воспитывались дети с ясельной до подготовительной группы. Параллельно в 1967 году идет строительство бройлерной птицефабрики, получившей название «Камышинская», первая очередь которой запущена 1 января 1974 года. Первым директором Камышинской птицефабрики был Козлов Эдуард Алексеевич, руководивший ею более 20 лет. Впоследствии фабрика была переименована в Ясногорскую.
Прирост населения заставляет строить больше жилья. Появляются пятиэтажные дома, развивается социальная сфера. В 1973 году открывается музыкальная школа, в 1975 году построен торговый центр, дом культуры, сельская амбулатория, прикрепленная к Центральной районной больнице, почта. В 1979 году при директоре Г. М. Гончар местная библиотека поселка Ясногорский становится Центральной, объединяющей 28 библиотек района в единую сеть.
Поселок «Птицефабрика» — это название уже не устраивает жителей и объявляется конкурс на лучшее название поселка. В 1981 году рабочий поселок «Птицефабрика» переименовывается в поселок Ясногорский, а Мазуровский сельский совет преобразуется в Ясногорский сельский совет. Таким образом, на карте Кемеровского района появился новый поселок — Ясногорский. Растет мощность производства птицефабрик, идет увеличение строительства нового жилья. Первым директором Кемеровской птицефабрики был назначен Владимир Титович Дикунов, после его сменил Георгий Данилович Хошабов.
Поселок расширяется, занимая все новые земли. В 1985 году начинается строительство коттеджей, открывается второй детский комбинат «Катюша» от Камышинской птицефабрики. В 1987 году в эксплуатацию пущена средняя школа, построенная по типовому, современному проекту трестом «Кемеровогражданстрой» на средства Кемеровской птицефабрики и при содействии ее директора Георгия Даниловича Хошабова.
С 2006 года посёлок Ясногорский становится административным центром Ясногорского сельского поселения Кемеровского муниципального района.
В 2018 году в рамках реализации национального проекта «Культура» был проведен капитальный ремонт в Доме культуры, где был открыт кинотеатр.

В 2022 году в рамках реализации национального проекта «Здравоохранение» была поставлена новая модульная врачебная амбулатория.
| 2002 | 2010  |
| ---- | ----- |
| 3026 | ↗3175 |

По данным Всероссийской переписи населения 2010 года, в посёлке проживали 1384 мужчины, 1791 женщина.

## Экономика
На территории посёлка представлены следующие предприятия сферы животноводства:
- Кемеровская птицефабрика;
- Ясногорская (ранее — Камышинская) птицефабрика;
- Акционерное общество по искусственному осеменению сельскохозяйственных животных и заготовке племенного скота «Кемеровоплем».

## Транспорт
Общественный транспорт представлен автобусными и таксомоторными маршрутами.
Автобусные маршруты:
- № 121: д/п Вокзал — пос. Ясногорский;
- № 121а: д/п Вокзал — с. Мазурово (с заездом в дер. Камышная) — пос. Ясногорский.

Маршрутное такси:
- № 121т: д/п Вокзал — с. Мазурово (с заездом в дер. Камышная) — пос. Ясногорский.